# جيمس إف. ستيوارت
جيمس إف. ستيوارت هو محامي وسياسي أمريكي، ولد في 15 يونيو 1851 في باترسون في الولايات المتحدة، وتوفي بنفس المكان في 21 يناير 1904. نشط حزبياً في الحزب الجمهوري. وقد انتخب عضو مجلس النواب الأمريكي ‏.